# Julián Gascón Mercado
Julian Gascón Mercado (Tepic, Nayarit; 28 de enero de 1925 - Ciudad de México, 12 de octubre de 2024) fue un médico, escritor, poeta y político mexicano, miembro del Partido Revolucionario Institucional. Fue gobernador de Nayarit entre 1964 y 1969. Estudió la carrera de médico cirujano en la Universidad Nacional Autónoma de México, viviendo durante sus estudios en el Internado Sección B del Pentatlón. En 1953 se recibió en la UNAM, donde fue profesor en diferentes épocas.
Fue autor de libros sobre medicina, poesía, y coautor de uno de Cirugía con el doctor Gustavo Baz. También publicó obras literarias. Fundó la Universidad Autónoma de Nayarit y durante su gestión promovió el desarrollo agrario y la organización de los Ejidos .
Fue senador de la República entre 1988 y 1994, por el PRI y presidió organizaciones académicas, sociales y políticas, además de la Fundación Cultural que lleva su nombre, cuya sede se encuentra en su tierra natal, Trapichillo, Tepic, Nayarit. En 2019 recibió la medalla al mérito de Nayarit.
Fue un Masón distinguido llegando a ser Soberano Gran Comendador del Supremo Consejo de México del 33 y último grado de Rito Escocés Antiguo y Aceptado.